# Clan Naoe

Mon du clan Naoe, représentant une tortue à trois feuilles.

Le clan Naoe (直江氏, Naoe-shi) est une famille japonaise de samouraïs, vassale du clan Uesugi à l'époque Sengoku.

## Source de la traduction
- (en) Cet article est partiellement ou en totalité issu de l’article de Wikipédia en anglais intitulé « Naoe clan » (voir la liste des auteurs).